# Kanton Savigny-sur-Orge
Der Kanton Savigny-sur-Orge ist seit 1964 ein französischer Wahlkreis im Arrondissement Palaiseau, im Département Essonne und in der Region Île-de-France; sein Hauptort ist Savigny-sur-Orge, Vertreter im Generalrat des Départements sind seit 2006, wiedergewählt 2008 und 2015, Éric Mehlhorn (UMP) und seit 2015 zusätzlich Brigitte Vermillet (bis 2021).

## Gemeinden
Der Kanton besteht aus drei Gemeinden mit insgesamt 58.472 Einwohnern (Stand: 1. Januar 2022) auf einer Gesamtfläche von 20,88 km²:
| Gemeinde                | Einwohner 1. Januar 2022 | Fläche km² | Dichte Einw./km² | Code INSEE | Postleitzahl |
| ----------------------- | ------------------------ | ---------- | ---------------- | ---------- | ------------ |
| Morangis                | 13.773                   | 4,80       | 2.869            | 91432      | 91420        |
| Savigny-sur-Orge        | 37.775                   | 6,97       | 5.420            | 91589      | 91600        |
| Wissous                 | 6.924                    | 9,11       | 760              | 91689      | 91320        |
| Kanton Savigny-sur-Orge | 58.472                   | 20,88      | 2.800            | 9117       | –            |